# Diga di Santa Vittoria
La diga di Santa Vittoria è uno sbarramento artificiale situato nell'omonima località, tra i comuni di Ollastra, Simaxis e Zerfaliu, in provincia di Oristano.
Edificata su progetto redatto da Siemens, poi rivisto dall'ingegnere Velio Princivalle, l'opera venne realizzata tra il 1929 e il 1930 e collaudata il 6 novembre del 1931.
Lo sbarramento, realizzato sul fiume Tirso, dà origine al lago di Ollastra. Si tratta di una traversa fluviale dell'altezza di 15,25 metri che sviluppa un coronamento di 180 metri a 23,40 metri sul livello del mare.

Alla quota di massimo invaso, prevista a m 19,75 s.l.m., il bacino generato dalla diga ha una superficie dello specchio liquido di circa 65 ettari mentre il suo volume totale è calcolato in 2,81 milioni di m³. La superficie del bacino imbrifero direttamente sotteso risulta pari a 3296 km².
L'impianto, di proprietà della Regione Sardegna, fa parte del sistema idrico multisettoriale regionale ed è gestito dall'Ente acque della Sardegna.

## Altri progetti

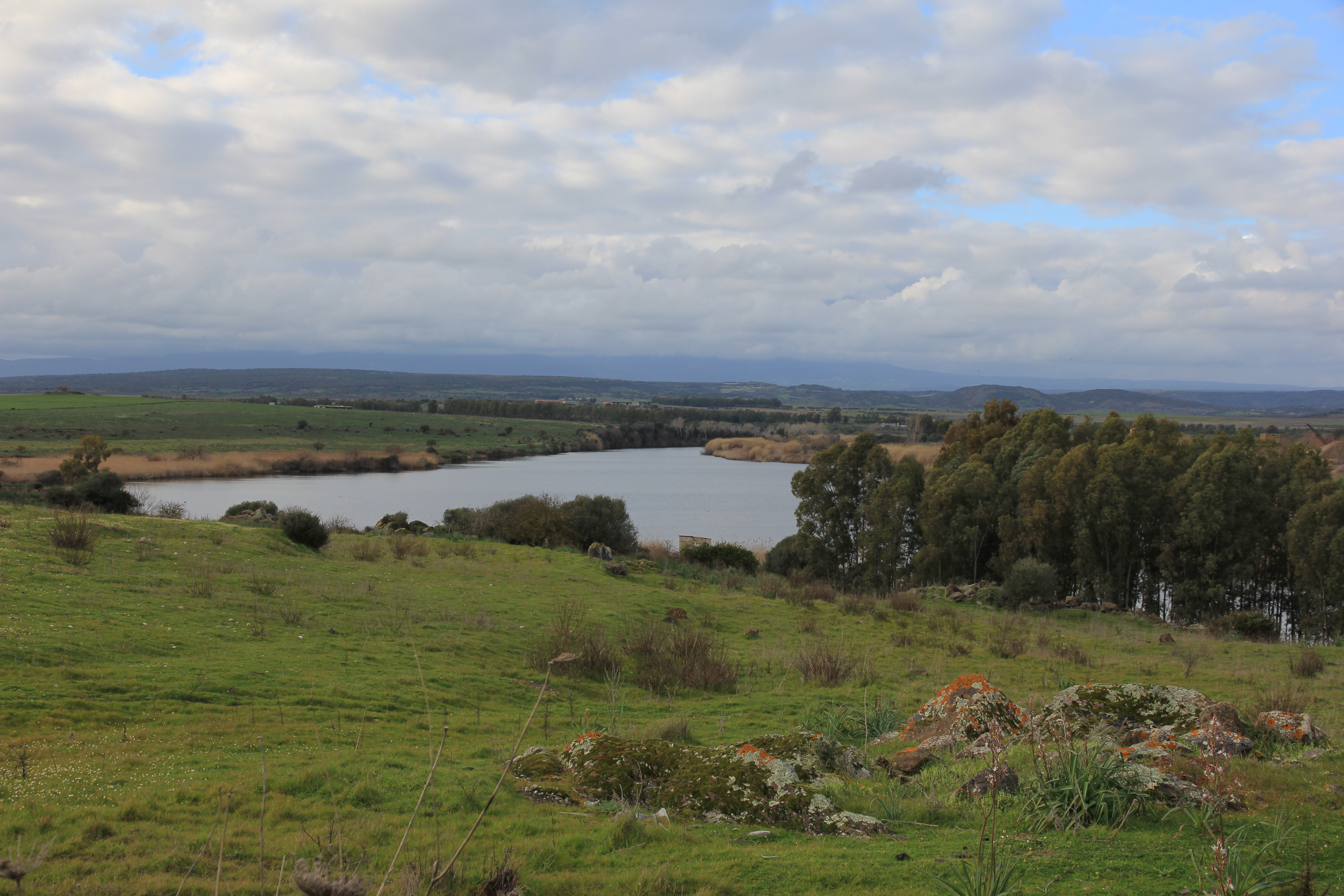
Il lago di Ollastra